# Calligonum
Calligonum är ett släkte av tvåhjärtbladiga blomväxter som ingår i familjen slideväxter.

## Dottertaxa tillCalligonum, i alfabetisk ordning[1]
- Calligonum acanthopterum
- Calligonum alashanicum
- Calligonum alatosetosum
- Calligonum amoenum
- Calligonum aphyllum
- Calligonum arborescens
- Calligonum azel
- Calligonum bakuense
- Calligonum barsukiense
- Calligonum bubyrii
- Calligonum bungei
- Calligonum calcareum
- Calligonum calliphysa
- Calligonum calvescens
- Calligonum cancellatum
- Calligonum caput-medusae
- Calligonum chinense
- Calligonum colubrinum
- Calligonum comosum
- Calligonum cordatum
- Calligonum crinitum
- Calligonum densum
- Calligonum denticulatum
- Calligonum drobovii
- Calligonum dubianskyi
- Calligonum ebinuricum
- Calligonum elegans
- Calligonum eriopodum
- Calligonum gobicum
- Calligonum griseum
- Calligonum intertextum
- Calligonum jimunaicum
- Calligonum klementzii
- Calligonum kuerlese
- Calligonum laristanicum
- Calligonum leucocladum
- Calligonum litwinowii
- Calligonum macrocarpum
- Calligonum matteianum
- Calligonum mejidum
- Calligonum microcarpum
- Calligonum mongolicum
- Calligonum muravljanskyi
- Calligonum murex
- Calligonum paletzkianum
- Calligonum patens
- Calligonum platyacanthum
- Calligonum polygonoides
- Calligonum pumilum
- Calligonum roborowskii
- Calligonum rotula
- Calligonum rubescens
- Calligonum rubicundum
- Calligonum santoanum
- Calligonum schizopterum
- Calligonum setosum
- Calligonum spinosetosum
- Calligonum spinulosum
- Calligonum squarrosum
- Calligonum stenopterum
- Calligonum taklimakanense
- Calligonum tetrapterum
- Calligonum trifarium
- Calligonum triste
- Calligonum yingisaricum
- Calligonum zaidamense
- Calligonum zaissano-muravljanskyi
- Calligonum zakirovii